# Никополь (футбольный клуб)
«Ни́кополь» (укр. «Нікополь») — украинский профессиональный футбольный клуб из города Никополя Днепропетровской области.

## Прежние названия
- 2009: «Орбис»
- 2009—2011: ФК «ГП Макеевуголь»
- 2011—2015: ФК «Макеевуголь»
- 2015: «НПГУ-Макеевуголь»
- 2015—2017: «Никополь-НПГУ»
- 2017—н. в.: ФК «Никополь»

## История
В 2000-х годах в Макеевке был организован любительский ФК «Орбис». Команда под руководством Игоря Ефременко выступала в чемпионате области и Кубке Минуглепрома. Уровень финансирования команды был не высок. «Орбис» был единственным коллективом высшей лиги чемпионата области, у которого не было поля для тренировок и стадиона для проведения матчей. Домашние матчи макеевцы зачастую проводили на полях соперников. Кроме того футболисты не были освобождены от основной работы, при этом в сезоне 2009 года заняли в турнире шестое место.
В августе 2009 года председатель макеевской региональной организации Независимого профсоюза горняков Украины Анатолий Акимочкин предложил «Обрису» представлять на Кубке Минуглепрома государственное предприятие «Макеевуголь». Для достижения высокого результата в команду были приглашены несколько опытных исполнителей, среди которых, в частности, воспитанник макеевского футбола Эдуард Цихмейструк. На турнире команда уверенно прошла групповой турнир. На стадии 1/4 финала по сумме двух матчей был обыгран многократный победитель турниров Минуглепрома свердловский «Шахтёр». В полуфинале турнира была обыграна команда ГП «Торезантрацит» (1:0). Финальный матч также выиграли макеевцы, победив команду ГП «Дзержинскуголь» (1:0). «Орбис» занял первое место, а Кубок Министерства энергетики и угольной промышленности Украины впервые уехал в Макеевку.
Этот успех «Орбиса» обратил внимание руководства предприятия на молодую команду. По истечении двух месяцев руководство ГП «Макеевуголь» приняло решение продолжить сотрудничество с коллективом и вывести его на качественно новый уровень. «Орбис» сменил название на ФК «ГП Макеевуголь». Изменился и руководящий состав клуба. Почётным президентом «Макеевугля» стал генеральный директор предприятия Станислав Толчин, пост президента клуба занял Анатолий Акимочкин. Тренерский штаб команды возглавил Спартак Жигулин. «Макеевуголь» был заявлен для участия в зимнем первенстве Донецка. Турнир был завершён на третьем месте после второлигового «Олимпика» и несменного чемпиона области «Славхлеба». Следующий турнир — зимний чемпионат Макеевки был уверенно выигран. Весной ФК «ГП Макеевуголь» стартовал уже в чемпионате области. Руководство команды заявило о возможности заявиться во вторую лигу.
В 2010 году команда стала финалистом Кубка Минуглепрома (на этот раз проиграв грозному свердловскому «Шахтёру») и бронзовым призёром чемпионата области. В 2011 году «Макеевуголь» принял участие в чемпионате Украины среди любительских команд, где занял 4 место из 5 команд зоны.
20 июня 2011 года Постановлением № 8 Центрального Совета ПФЛ команда «Макеевуголь» получила статус профессионального клуба.
Свой дебютный сезон на профессиональном уровне «Макеевуголь» начал в турнире второй лиги фактически тем же составом, которым играл в любительских турнирах. Получив серию из 12 поражений подряд, перед зимней паузой в чемпионате «горняки» имели девятиочковое отставание от ближайшего конкурента. В зимнее межсезонье была проведена работа над усилением состава, макеевцы стали регулярно пополнять очковый баланс, но итог оказался прежним: последнее место при равенстве очков с «Ильичёвцем-2».
С начала сезона-2014/15 из-за военного конфликта на востоке Украины клуб вынужден выступать в Никополе, домашней ареной стал стадион «Электрометаллург». По окончании первой части чемпионата генеральный спонсор клуба был вынужден отказаться от команды. До окончания сезона все расходы клуба на себя взял Независимый профсоюз горняков Украины, вследствие чего клуб изменил название на «НПГУ-Макеевуголь».

## История выступлений
| Сезон                                       | Название клуба | Лига | Лига                           | Лига     | Лига | Лига | Лига | Лига | Лига | Лига | Лига | Кубок       | Ист. |
| Сезон                                       | Название клуба | У    | Дивизион                       | Место    | И    | В    | Н    | П    | МЗ   | МП   | О    | Кубок       | Ист. |
| ------------------------------------------- | -------------- | ---- | ------------------------------ | -------- | ---- | ---- | ---- | ---- | ---- | ---- | ---- | ----------- | ---- |
| Чемпионат Украины среди любительских команд |                |      |                                |          |      |      |      |      |      |      |      |             |      |
| 2011                                        | Макеевуголь    | АЛФУ | ЛЧУ 4 группа                   | 4 из 5   | 8    | 2    | 2    | 4    | 6    | 11   | 8    | —           |      |
| Чемпионат Украины                           |                |      |                                |          |      |      |      |      |      |      |      |             |      |
| 2011/12                                     | Макеевуголь    | ІІІ  | Вторая лига Группа «Б»         | 14 из 14 | 26   | 5    | 2    | 19   | 17   | 8    | 17   | 1/32 финала |      |
| 2012/13                                     | Макеевуголь    | ІІІ  | Вторая лига 1 этап. Группа «Б» | 12 из 13 | 24   | 5    | 2    | 17   | 21   | 58   | 17   | 1/64 финала |      |
| 2012/13                                     | Макеевуголь    | ІІІ  | 2 этап. Группа «4»             | 5 из 5   | 32   | 8    | 3    | 21   | 32   | 71   | 27   | 1/64 финала |      |
| 2013/14                                     | Макеевуголь    | ІІІ  | Вторая лига                    |          |      |      |      |      |      |      |      | 1/64 финала |      |

## Достижения

### Национальные чемпионаты
Вторая лига Украины:
- 4 место в группе: 2012/13

### Любительские соревнования
Кубок Министерства энергетики и угольной промышленности Украины:
- Обладатель: 2009
- Финалист: 2010

### Региональные соревнования
Первенство Донецкой области:
- Бронзовый призёр: 2010